# Ashikaga Motouji
Ashikaga Motouji (足利基氏) (1340–1367) est un guerrier de l'époque Nanboku-chō. Quatrième fils du shogun Ashikaga Takauji, il est le premier de la dynastie des six Kantō kubō, représentants à Kamakura du shogunat Ashikaga de Kyoto dans le vital Kamakura-fu.
Conçu pour stabiliser une situation volatile dans le Kantō, région où de nombreux clans guerriers veulent le retour du shogunat de Kyoto à Kamakura, la dynastie qui commence presque immédiatement à développer son ambition d'usurper le shogunat, devient un grave souci pour le gouvernement central. Motouji est le seul kubō qui est toujours resté fidèle au gouvernement de Kyoto. Au cours de l'incident de Kan'ō, épisode historique avec de graves répercussions sur sa vie, il essaye de réconcilier son père avec son oncle Ashikaga Tadayoshi et, après la mort de son père, collabore avec son frère aîné, le shogun Ashikaga Yoshiakira, pour stabiliser le shogunat. Il meurt encore jeune durant une épidémie.

## Contexte
Au cours des premières semaines de 1336 et deux ans après la chute de Kamakura, Ashikaga Takauji, le premier des shogun Ashikaga, quitte la ville pour Kyoto à la poursuite de Nitta Yoshisada. Il laisse derrière lui son fils de quatre ans, Yoshiakira, comme son représentant à la garde de trois personnes : Hosokawa Kiyouji, Uesugi Noriaki, et Shiba Ienaga. Cette initiative divise cependant formellement le pays en deux, donnant à l'est et à l'ouest deux administrations distinctes, toutes deux avec des droits similaires au pouvoir.
En 1349 Takauji appelle Yoshiakira à Kyoto et le remplace par un autre de ses fils, Motouji, à qui il donne le titre de Kantō kanrei ou représentant de Kantō. Parce que le kanrei est le fils du shogun, gouverne le Kantō et y contrôle l'armée, la zone est généralement appelée « bakufu de Kamakura » (shogunat de Kamakura) et Motouji, shogun (左武衛将軍) ou Kamakura/Kantō gosho, un titre équivalent. Lorsque plus tard, l'habitude d'appeler le shogun kubō s'étend de Kyoto au Kantō, le dirigeant de Kamakura est appelé Kamakura kubō. Le titre kanrei  passe aux shitsuji Uesugi héréditaires,. La première fois que le titre apparaît à l'écrit est dans une entrée d'un document de 1382 intitulé Tsurugaoka Jishoan (鶴岡事書安), après la mort de Motouji.

## Carrière

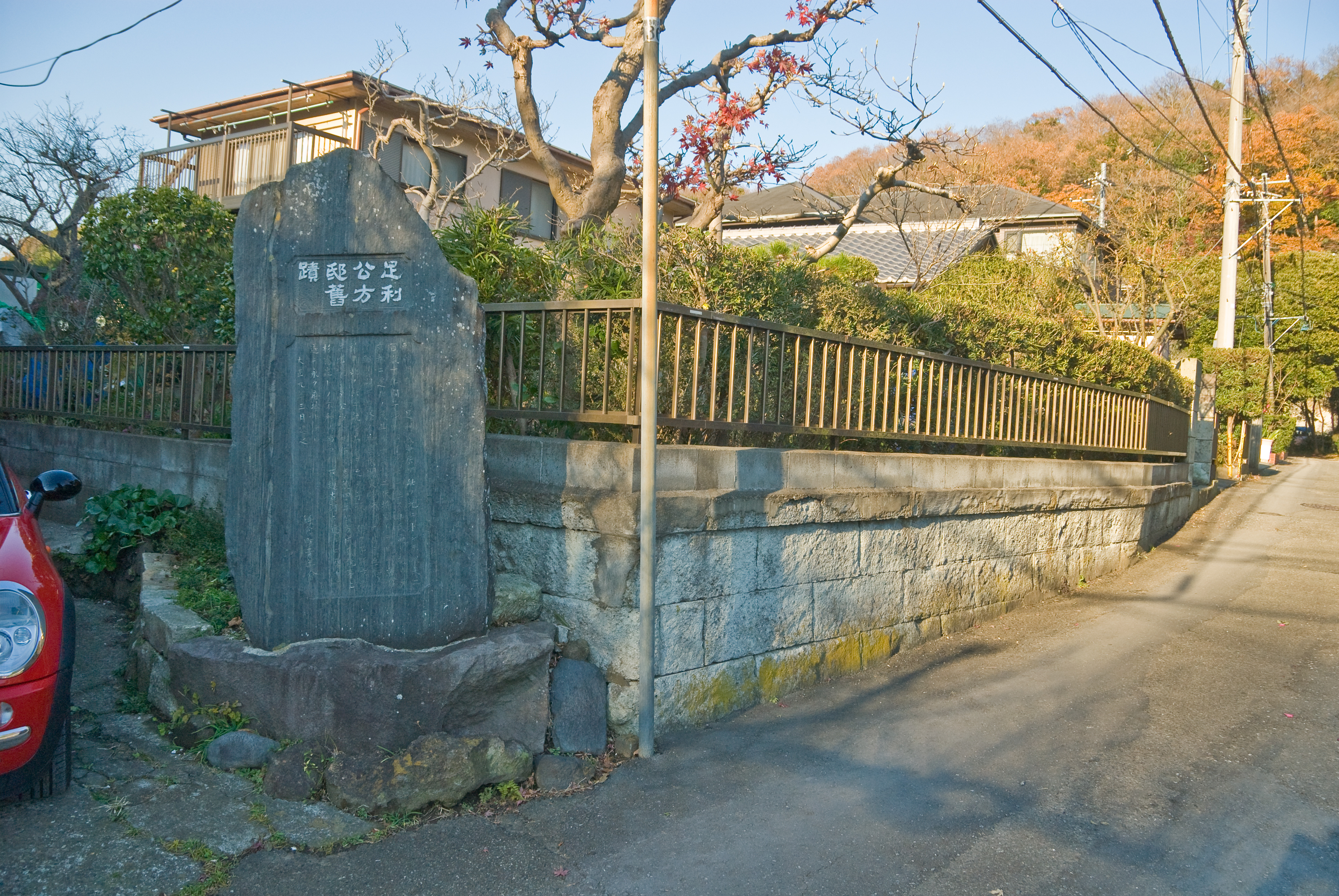
Cette stèle à Kamakura indique l'endroit où se trouvait le manoir du Kubō, siège du gouvernement

En 1349 Takauji envoie Motouji dans le Kantō pour remplacer Yoshiakira, solidifier son pouvoir et y protéger ses intérêts,. Motouji et tous les Kantō kubō qui lui succèdent résident dans la demeure du clan Ashikaga dans l'actuel quartier du Jōmyō-ji dans l'est de Kamakura. À l'emplacement se dresse maintenant une stèle noire qui porte l'inscription :

« Après que Minamoto no Yoritomo a fondé son shogunat, Ashikaga Yoshikane fait de cet endroit sa résidence. Ses descendants y résident aussi pendant plus de 200 ans par la suite. Après qu'Ashikaga Takauji est devenu shogun et s'est installé à Kyoto, son fils et deuxième shogun Yoshiakira décide lui aussi de vivre ici. Yoshiakira, frère cadet de Motouji devient alors Kantō kanrei et commande son armée de cet endroit. Cela devient une tradition pour tous les Ashikaga qui suivent. Ils se donnent eux-mêmes, d'après la mode de Kyoto, le titre de kubō. En 1455, le kubō Ashikaga Shigeuji, après avoir affronté Uesugi Noritada, s'installe dans le shimōsa d'Ibaraki et la résidence est démolie.
Érigé en mars 1918 par le Kamakurachō Seinendan »

Adresse : Jōmyōji 4-2-25,près du pont Nijinohashi.
Comme Motouji n'est alors qu'un enfant, le pouvoir réel se trouve entre les mains de deux shitsuji Uesugi Noriaki et Kō no Morofuyu.
Cependant, l'année suivante, Uesugi, en compagnie 'Ashikaga Tadayoshi, le frère de Takauji, fait défection et s'allie avec l'empereur Go-Daigo de la cour du sud, ennemi juré des Ashikaga, et quitte Kamakura pour la province de Kozuke. Kō reste fidèle à Motouji mais est tué dans la bataille par Uesugi à Kai. Takauji répond en se précipitant à Kamakura, défait les forces de son frère et le fait prisonnier. Tadayoshi meurt plus tard, probablement d'empoisonnement. En 1352 Nitta Yoshioki et Yoshimune (tous deux fils de Nitta Yoshisada) s'emparent de Kamakura et Motouji doit s'enfuir. Une fois de plus, Takauji doit venir au secours de son fils pour rétablir l'ordre. La situation s'étant stabilisée, Takauji retourne à Kyoto, laissant Hatakeyama Kunikiyo comme nouveau shitsuji.
Après la mort de Takauji, Nitta Yoshioki est décidé à attaquer de nouveau Kamakura mais Motouji le fait saisir et noyer dans une rivière en 1358. Avec le Kantō enfin apaisé, Motouji envoie des troupes commandées par Hatakeyama Kunikiyo pour aider son frère Yoshiakira à attaquer la province de Yoshino où Go-Daigo a installé sa cour, mais il est trahi par Kunikiyo, qui désobéit aux ordres et attaque Nitta Yoshinaga à la place. Il défait personnellement Kunikiyo, puis se réconcilie avec Uesugi Noriaki en 1364 et le réintègre à son ancien poste. Comme Noriaki s'est rangé du côté d'Ashikaga Tadayoshi lors de l'incident de Kan'ō, cet engagement a sans doute beaucoup contribué pour apaiser le Kantō.
Motouji décède au cours d'une épidémie en 1367 à l'âge de 28 ans alors qu'il tient fermement le pouvoir. Il est enterré au bodaiji (temple familial) du Zuisen-ji.

## Source de la traduction
- (en) Cet article est partiellement ou en totalité issu de l’article de Wikipédia en anglais intitulé « Ashikaga Motouji » (voir la liste des auteurs).